# Solitudobrug
De Solitudobrug (brug 2190) is een kunstwerk in Amsterdam-Oost.

## Geschiedenis
Bij de herontwikkeling van de terreinen van de Bijlmerbajes tot het woongebied Bajeskwartier werden er verbindingen gelegd richting het westen en oosten. Om toekomstig verkeer uit het westen vanaf de Spaklerweg en Amstelstroomlaan te kunnen verwerken kwam er de verkeerstunnel Onderdoorgang Amstelstroomlaan. Er moest een onderdoorgang onder spoor- en metrolijnen gebouwd worden. Aan de oostkant lag een ander obstakel, de Weespertrekvaart. Ook daar moest een oeververbinding gebouwd worden naar de Weesperzijde. Een probleem is daarbij dat de Weesperzijde, hier kade van de vaart, vrij nauw is om direct een goede landing te construeren. Om een goede aansluiting te kunnen krijgen, moet het voet- en fietspad aldaar plaatselijke verhoogd worden. De brug vormt bij oplevering tevens een verbinding tussen de wijk Amsteldorp en het Metrostation Spaklerweg. Nog voordat de bouw begonnen was legde de gemeente Amsterdam de naam al vast: Solitodobrug is vernoemd naar buitenplaats Solitudo; ooit gelegen nabij de Amstel en Watergraafsmeer. Meerdere plekken in de open ruimte alhier kregen een soortgelijke vernoeming.
Bij de aankondiging van de start van de bouw in het najaar van 2022 werd er gebruik gemaakt van een andere werknaam: Weespertrekvaartbrug. Men schatte destijds in dat de bouw zou duren vanaf november 2022 tot najaar 2023. Opvallend aan de brug is dat de overspanning cortenstaal laat zien, dat verwijst naar het voormalig industrieel gebruik van deze buurten. Wat juist niet opvalt is dat dit een hydraulisch aangedreven basculebrug is. Bij opening of sluiting van de basculebrug blijkt het scharnierpunt zo geplaatst, dat er nauwelijks een opening in de balustraden en leuningen ontstaat. Bovendien wordt de verbinding tussen brug en contragewicht gevormd door lange armen. Men kon hier een beperkte hoogte van opening veroorloven; even verderop liggen namelijk in de Rijksweg 10 vaste bruggen die de hoogte van de hier varende schepen al beperkt. De brug is volgens de gemeente Amsterdam duurzaam gebouwd. 
Het ontwerp is van de vanuit Leiden werkende architect Syb van Breda met Ruud Burger en Mark Ernst (Syb van Breda & Co Architects). Hij ontwierp meerdere circulaire bruggen zoals de Koningin Máximabrug in Alphen aan den Rijn. Volgens de architect wordt er ook bij de landhoofden rekening gehouden met infrastructuur van flora en fauna. Zo zijn er zwaluwen- en vleermuiskasten en komen op beide oevers bloemen en planten die bijdragen aan de insektenstand. Het sluit wat dat betreft aan op de Amstelstroombrug, die een stuk westelijker ligt over de Duivendrechtsevaart, maar wel in dezelfde route. De brug wordt omringd door massief uitziend remmingswerk, terwijl de architect het heeft over “licht”. De opening is in afwachting van de aansluitende infrastructuur. Toen de infrastructuur aangelegd was, bleek de brug toch niet werkzaam. Hij piept en kraakt wanneer hij in werking wordt gezet. Geconstateerd werd, dat dat ligt aan de combinatie van het gebruikte materiaal en de beweegbaarheid. In de zomer van 2024 zal er opnieuw aan de brug gesleuteld moeten worden om hem functionerend te maken; de opening werd met (minstens) een half jaar uitgesteld (gegevens mei 2024). Het bleek te liggen aan de uitzettingscoëfficient bij hitte, waardoor de brug niet goed kon bewegen. Op 18 juli 2024 kon de brug dan toch geopend worden. De brug werd ingezonden voor de Nationale Staalprijs 2024.

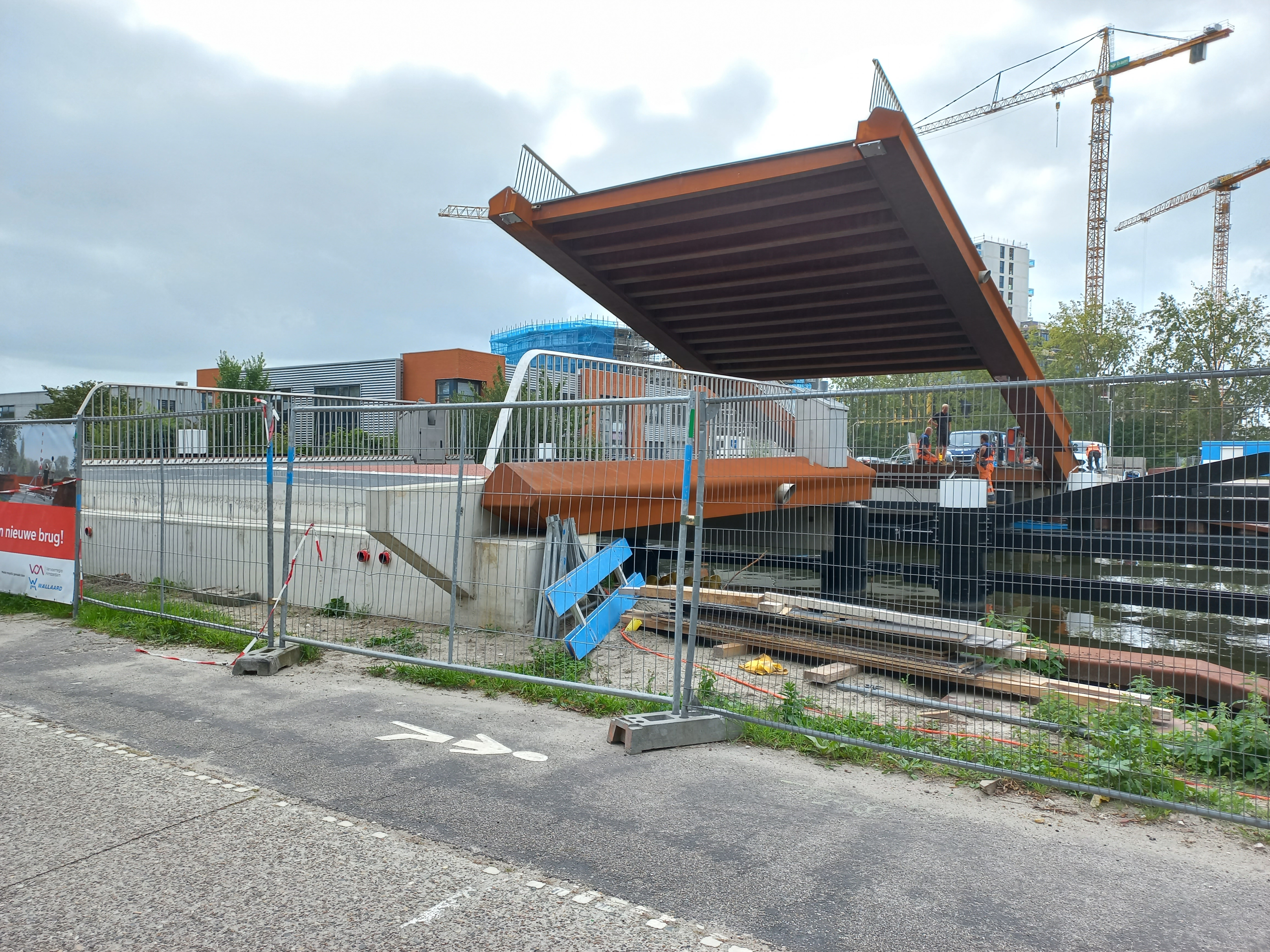
Brug sluit nog niet aan op voet-/fietspad Weesperzijde (september 2023)

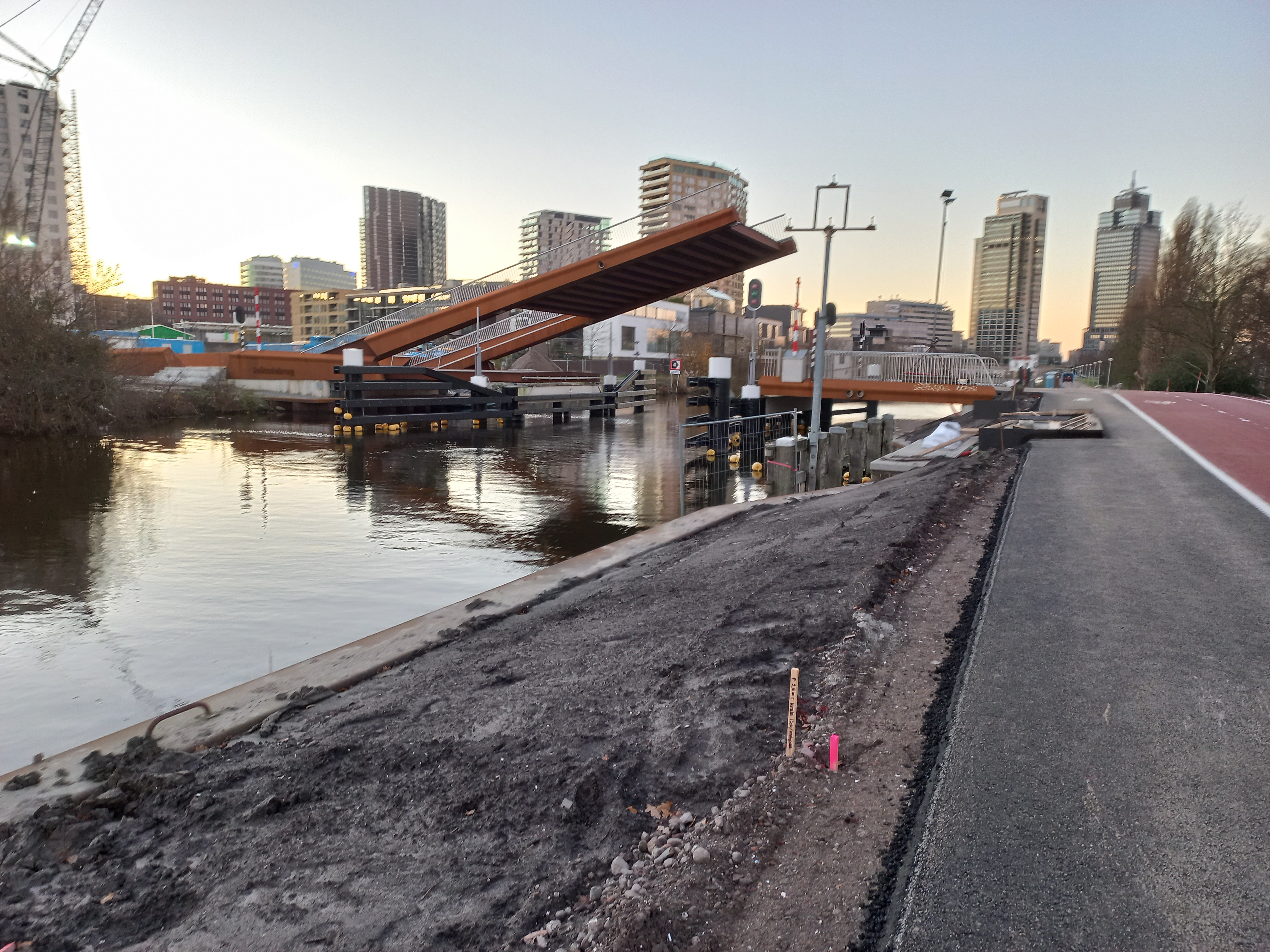
Aansluiting fietspad (december 2023)

2100 · 2102 · 2103 · 2105 · 2106 · 2107 · 2108 · 2109 · 2110 · 2111 · 2112 · 2113 · 2114 · 2115 · 2120 · 2121 · 2125 · 2127 · 2128 · 2129 · 2130 · 2131 · 2132 · 2133 · 2134 · 2135 · 2136 · 2137 · 2138 · 2139 · 2140 · 2141 · 2142 · 2143 · 2144 · 2145 · 2146 · 2147 · 2148 · 2149 · 2150 · 2151 · 2152 · 2153 · 2154 · 2155 · 2156 · 2157 · 2158 · 2159 · 2160 · 2161 · 2162 · 2163 · 2164 · 2165 · 2166 · 2167 · 2168 · 2169 · 2170 · 2171 · 2172 · 2173 · 2174 · 2175 · 2176 · 2178 · 2179 · 2180 · 2181 · 2182 · 2183 · 2184 · 2185 · 2186 · 2188 · 2189 · 2190 · 2191 · 2192 · 2193 · 2194 · 2195 · 2196 · 2197 · 2198 · 2199
Overige brugnummers zijn niet (meer) vergeven, behalve brug 2177, een verdwenen brug in Park Frankendael.